# UCI ProSeries de 2021
A UCI ProSeries 2021 foi a segunda edição da competição de ciclismo que agrupava as corridas que têm obtido a licença ProSeries. É o segundo nível de competição na ordem de importância do ciclismo de estrada masculino após o UCI WorldTour e foi criado no ano 2020 pela União Ciclista Internacional.
Iniciou-se a 11 de fevereiro de 2021 na França com o Tour La Provence e finalizou a 17 de outubro de 2021 com Japan Cup no Japão. Em princípio, disputar-se-iam 52 concorrências nas categorias 1.pro (Corrida de um dia) e 2.pro (Corrida por etapas), outorgando pontos aos primeiros classificados das etapas e à classificação final, ainda que o calendário teve modificações ao longo da temporada com a inclusão de novas corridas ou exclusão de outras.

## Equipas
As equipas que participaram nas diferentes corridas depende da categoria das mesmas. As equipas UCI WorldTeam e UCI ProTeam, têm cota limitada para competir de acordo ao ano correspondente estabelecido pela UCI, as equipas Continentais e seleções nacionais não têm restrições de participação:

## Calendário
As seguintes são as corridas que integraram o calendário UCI ProSeries para a temporada de 2021 aprovado pela UCI.

### Fevereiro
| UCI ProSeries de 2021 - fevereiro |                        |        |                  |                       |
| Data                              | Corrida                | Classe | Vencedor         | Equipa                |
| --------------------------------- | ---------------------- | ------ | ---------------- | --------------------- |
| 11-14                             | Tour La Provence       | 2.pro  | Iván Ramiro Sosa | Ineos Grenadiers      |
| 14                                | Clássica de Almeria    | 1.pro  | Giacomo Nizzolo  | Qhubeka ASSOS         |
| 27                                | Faun-Ardèche Classic   | 1.pro  | David Gaudu      | Groupama-FDJ          |
| 28                                | Kuurne-Bruxelas-Kuurne | 1.pro  | Mads Pedersen    | Trek-Segafredo        |
| 28                                | La Drôme Classic       | 1.pro  | Andrea Bagioli   | Deceuninck-Quick Step |

### Março
| UCI ProSeries de 2021 - março |                                        |        |                   |                       |
| Data                          | Corrida                                | Classe | Vencedor          | Equipa                |
| ----------------------------- | -------------------------------------- | ------ | ----------------- | --------------------- |
| 3                             | Troféu Laigueglia                      | 1.pro  | Bauke Mollema     | Trek-Segafredo        |
| 7                             | GP Industria & Artigianato di Larciano | 1.pro  | Mauri Vansevenant | Deceuninck-Quick Step |
| 17                            | Nokere Koerse                          | 1.pro  | Ludovic Robeet    | Bingoal-WB            |
| 19                            | Bredene Koksijde Classic               | 1.pro  | Tim Merlier       | Alpecin-Fenix         |

### Abril
| UCI ProSeries de 2021 - Abril |                               |        |                          |                  |
| Data                          | Corrida                       | Classe | Vencedor                 | Equipa           |
| ----------------------------- | ----------------------------- | ------ | ------------------------ | ---------------- |
| 3                             | Grande Prêmio Miguel Indurain | 1.pro  | Alejandro Valverde       | Movistar         |
| 7                             | Scheldeprijs                  | 1.pro  | Jasper Philipsen         | Alpecin-Fenix    |
| 11-18                         | Volta à Turquia               | 2.pro  | José Manuel Díaz Gallego | Delko            |
| 14                            | Flecha Brabanzona             | 1.pro  | Thomas Pidcock           | Ineos Grenadiers |
| 14-18                         | Volta à Comunidade Valenciana | 2.pro  | Stefan Küng              | Groupama-FDJ     |
| 19-23                         | Tour dos Alpes                | 2.pro  | Simon Yates              | BikeExchange     |

### Maio
| UCI ProSeries de 2021 - maio |                       |        |                    |              |
| Data                         | Corrida               | Classe | Vencedor           | Equipa       |
| ---------------------------- | --------------------- | ------ | ------------------ | ------------ |
| 5-9                          | Volta ao Algarve      | 2.pro  | João Rodrigues     | W52-FC Porto |
| 16                           | Tro Bro Leon          | 1.pro  | Connor Swift       | Arkéa Samsic |
| 18-22                        | Volta à Andaluzia     | 2.pro  | Miguel Ángel López | Movistar     |
| 27-30                        | Boucles de la Mayenne | 2.pro  | Arnaud Démare      | Groupama-FDJ |

### Junho
| UCI ProSeries de 2021 - junho |                         |        |                 |                       |
| Data                          | Corrida                 | Classe | Vencedor        | Equipa                |
| ----------------------------- | ----------------------- | ------ | --------------- | --------------------- |
| 5                             | Dwars door het Hageland | 1.pro  | Rasmus Tiller   | Um-X                  |
| 9-13                          | Volta à Bélgica         | 2.pro  | Remco Evenepoel | Deceuninck-Quick Step |
| 9-13                          | Volta à Eslovénia       | 2.pro  | Tadej Pogačar   | UAE Emirates          |

### Julho
| UCI ProSeries de 2021 - julho |                 |        |               |                |
| Data                          | Corrida         | Classe | Vencedor      | Equipa         |
| ----------------------------- | --------------- | ------ | ------------- | -------------- |
| 20-24                         | Tour de Valônia | 2.pro  | Quinn Simmons | Trek-Segafredo |

### Agosto
| UCI ProSeries de 2021 - Agosto |                          |        |                 |                        |
| Data                           | Corrida                  | Classe | Vencedor        | Equipa                 |
| ------------------------------ | ------------------------ | ------ | --------------- | ---------------------- |
| 3-7                            | Volta a Burgos           | 2.pro  | Mikel Landa     | Bahrain Victorious     |
| 5-8                            | Arctic Race da Noruega   | 2.pro  | Ben Hermans     | Israel Start-Up Nation |
| 10-14                          | Volta à Dinamarca        | 2.pro  | Remco Evenepoel | Deceuninck-Quick Step  |
| 19-22                          | Tour da Noruega          | 2.pro  | Ethan Hayter    | Ineos Grenadiers       |
| 26-29                          | Volta à Alemanha         | 2.pro  | Nils Politt     | Bora-Hansgrohe         |
| 28                             | Brussels Cycling Classic | 1.pro  | Remco Evenepoel | Deceuninck-Quick Step  |

### Setembro
| UCI ProSeries de 2021 - setembro |                           |        |                    |                            |
| Data                             | Corrida                   | Classe | Vencedor           | Equipa                     |
| -------------------------------- | ------------------------- | ------ | ------------------ | -------------------------- |
| 5-12                             | Volta à Grã-Bretanha      | 2.pro  | Wout van Aert      | Jumbo-Visma                |
| 12                               | Grande Prêmio de Fourmies | 1.pro  | Elia Viviani       | Cofidis, Solutions Crédits |
| 14-18                            | Volta ao Luxemburgo       | 2.pro  | João Almeida       | Deceuninck-Quick Step      |
| 15                               | Grande Prêmio de Valônia  | 1.pro  | Christophe Laporte | Cofidis, Solutions Crédits |
| 16                               | Coppa Sabatini            | 1.pro  | Michael Valgren    | EF Education-NIPPO         |
| 18                               | Primus Classic            | 1.pro  | Florian Sénéchal   | Deceuninck-Quick Step      |
| 21                               | Grande Prêmio de Denain   | 1.pro  | Jasper Philipsen   | Alpecin-Fenix              |
| 29                               | Tour de Eurométropole     | 1.pro  | Fabio Jakobsen     | Deceuninck-Quick Step      |

### Outubro
| UCI ProSeries de 2021 - outubro |                           |        |                      |                          |
| Data                            | Corrida                   | Classe | Vencedor             | Equipa                   |
| ------------------------------- | ------------------------- | ------ | -------------------- | ------------------------ |
| 2                               | Giro de Emília            | 1.pro  | Primož Roglič        | Jumbo-Visma              |
| 3                               | Giro de Münsterland       | 1.pro  | Mark Cavendish       | Deceuninck-Quick Step    |
| 4                               | Coppa Bernocchi           | 1.pro  | Remco Evenepoel      | Deceuninck-Quick Step    |
| 5                               | Três Vales Varesinos      | 1.pro  | Alessandro De Marchi | Israel Start-Up Nation   |
| 6                               | Milano-Torino             | 1.pro  | Primož Roglič        | Jumbo-Visma              |
| 7                               | Giro do Piemonte          | 1.pro  | Matthew Walls        | Bora-Hansgrohe           |
| 10                              | Paris-Tours               | 1.pro  | Arnaud Démare        | Groupama-FDJ             |
| 16                              | Grande Prêmio de Morbihan | 1.pro  | Arne Marit           | Sport Vlaanderen-Baloise |